# Parabopyrella pacifica
Parabopyrella pacifica är en kräftdjursart som först beskrevs av Sueo M. Shiino 1933.  Parabopyrella pacifica ingår i släktet Parabopyrella och familjen Bopyridae. Inga underarter finns listade i Catalogue of Life.